# Смирнов, Николай Гаврилович
Никола́й Га́врилович Смирно́в (род. 8 октября 1948, Ленинград) — советский футболист, защитник.
В команде мастеров дебютировал в 1967 году в классе «Б» в составе «Невы». В 1968—1971 годах был в составе ленинградского «Зенита», в 1969 году провёл пять матчей за основной состав.